# Ratscher (Schleusingen)
Ratscher ist ein Ortsteil der Stadt Schleusingen im Landkreis Hildburghausen in Thüringen. Im Dorf lebten 2013 123 Einwohner.

## Lage
Ratscher liegt südöstlich der Stadt Schleusingen und südwestlich der Bundesautobahn 73 im kupierten Gelände der südlichen Vorgebirgslagen des Thüringer Waldes. Verkehrsmäßig ist der Ort an die Landesstraße 3004 angeschlossen. Südöstlich vom Dorf befindet sich die Talsperre Ratscher.

## Geschichte
Die erste urkundliche Erwähnung stammt vom 22. Juli 1318. Bis 1815 gehörte der Ort zum hennebergischen bzw. kursächsischen Amt Schleusingen und gelangte dann an den Kreis Schleusingen der neugebildeten preußischen Provinz Sachsen, bei dem er bis 1945 verblieb.
Der Ort ist durch das alljährlich stattfindende Country-Fest überregional bekannt. Am 8. März 1994 wurde Ratscher in die Stadt Schleusingen eingemeindet.

## Wahrzeichen
Wahrzeichen des Dorfes ist das alte Schulgebäude mit dem Glockenturm aus dem Jahr 1828 sowie die alte Dorflinde, welche im Jahr 1888 gepflanzt worden ist. Das Schulgebäude wurde ab 1957 als Kindergarten genutzt. Später diente es als Büroraum der Gemeindeverwaltung. Das Gebäude wird heute durch den Feuerwehrverein Ratscher als Vereinsgebäude genutzt. Ratscher ist landwirtschaftlich geprägt.

## Persönlichkeiten
- Rolf Kuhn (1946–2024), deutscher Städtebauer und Gebietsplaner, geboren in Ratscher